# Шумахер, Иоганн Якоб

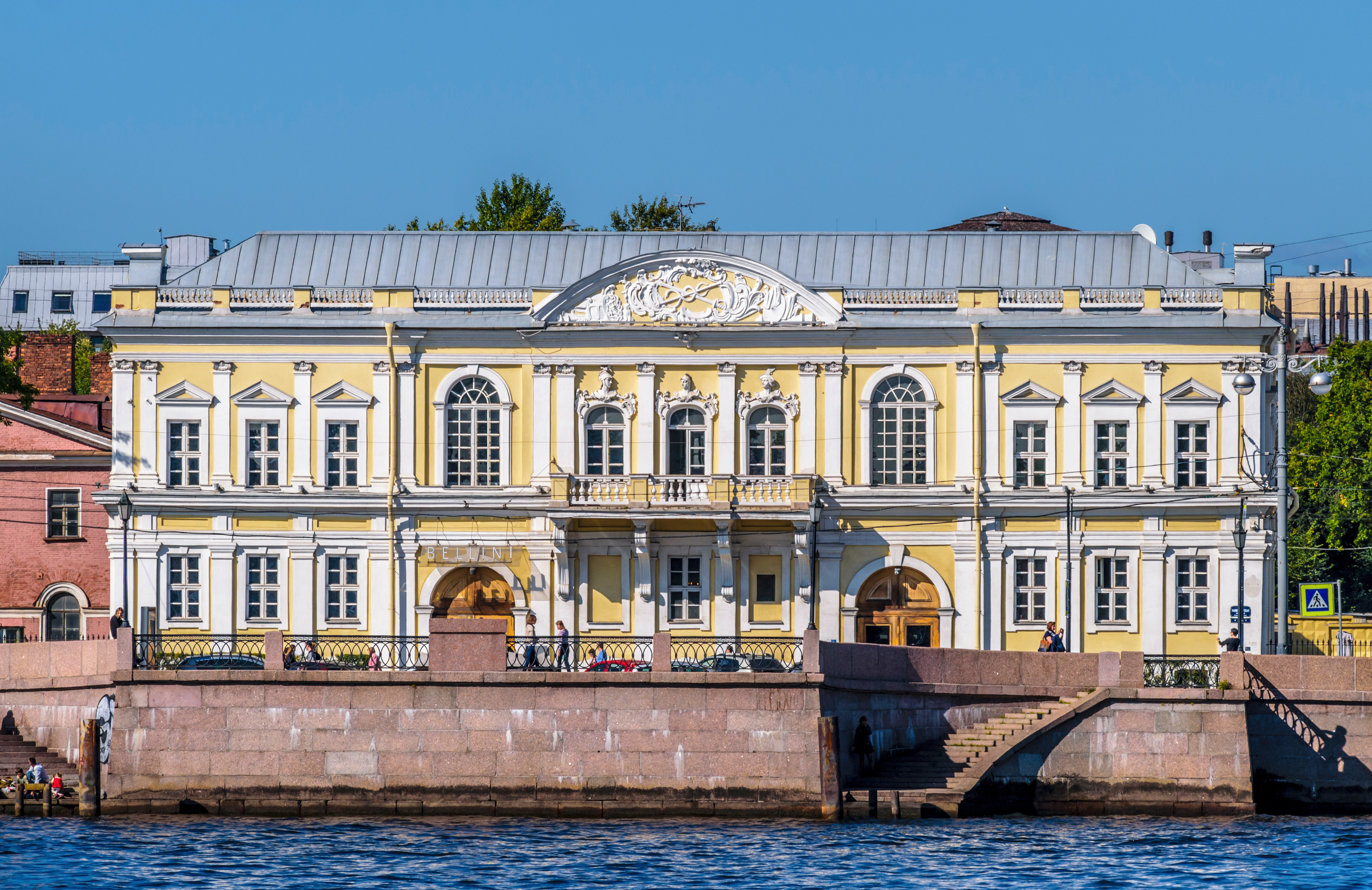
Здание манежа Первого кадетского корпуса

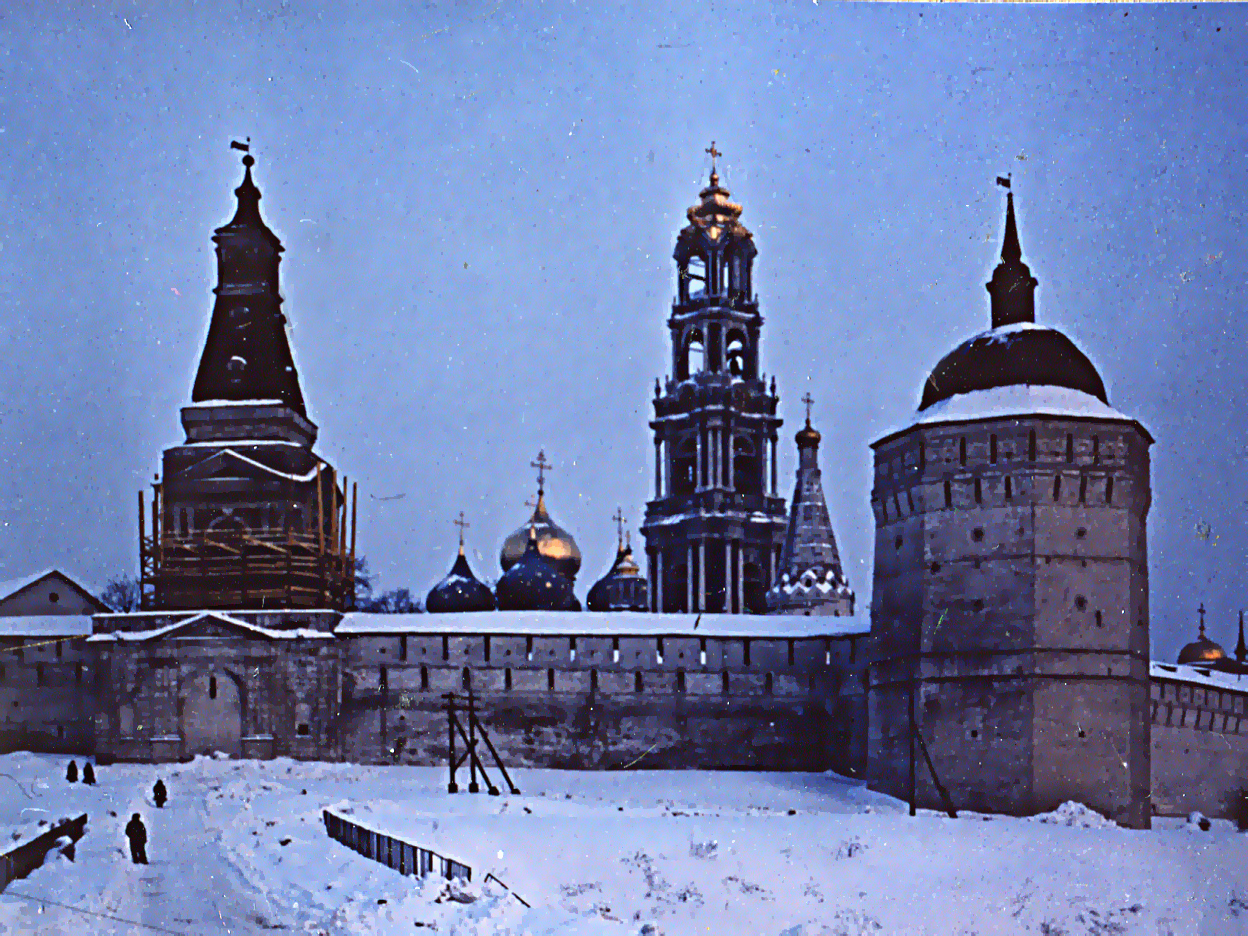
Колокольня и стены Троице-Сергиевой лавры

Иоганн Якоб (Иван Яковлевич) Шумахер (нем. Johann Jacob Schumacher, 1701, Кольмар, Эльзас — 1767, Санкт-Петербург) — архитектор немецкого барокко, младший брат библиотекаря Петра I, советника Академии наук Иоганна Даниила Шумахера (1690—1761). С 1720 года работал в России. Изучал архитектуру под руководством Н. Ф. Гербеля и Г. Киавери. Много строил в Петербурге. Для коронации Анны Иоанновны построил триумфальные ворота в Москве (1730). По поручению инженера, генерал-фельдмаршала Миниха завершал строительство арсенала Московского Кремля (1731—1736). В 1733—1738 годах построил в Петербурге новое каменное здание Литейного двора. По проекту И. К. Коробова перестраивал Партикулярную верфь (1740—1747).
Шумахер составил первый проект колокольни Троице-Сергиевой лавры (1740). За основу композиции Шумахер взял проект водовзводной башни Монетного двора в Берлине (Мюнцтурм) А. Шлютера (не сохранилась). Для Академии наук в Санкт-Петербурге он составил проект комплекса зданий, в том числе лаборатории М. В. Ломоносова (здание не сохранилось).
Шумахер преподавал архитектуру в Петербургской Академии наук и художеств. Под руководством И. Г. Шеделя работал в Киево-Печерской лавре, в том числе на строительстве колокольни (1731—1745), чем внёс свой вклад в формирование оригинального архитектурного стиля украинского барокко. В 1754 году был уволен «за нерадивость». Тем не менее в 1757—1759 годах, сменив И. Буркхарда, он закончил строительство манежа Первого кадетского корпуса. Самым известным учеником Шумахера был Ю. М. Фельтен, совместно с которым они построили павильон для Готторпского глобуса (не сохранился).